# Last Good-bye
〈Last Good-bye〉는 일본의 밴드 FIELD OF VIEW의 세 번째 싱글로, 1995년 11월 13일 발매되었다. (8cm CD: ZADL-1048) 곡의 작사는 사카이 이즈미, 작곡은 타타노 요시오, 편곡은 하야마 타케시가 담당했다. 이 곡은 TBS에서 방송되던 퀴즈 프로그램의 엔딩 곡으로 사용되었다. 곡의 작사자 사카이 이즈미 (ZARD)는 이 곡을 셀프 커버하여 정규 음반 《그대와의 Distance》에 수록했다. B 사이드 곡은 〈계속 꿈 꿔 지금도〉(夢見続けて今も 유메미츠즈케테이마모[*])이며, 작사와 작곡을 아사오카 유야가, 편곡을 아베 준이 맡았다.
아베 준은 이 싱글을 발표한 후 그룹을 탈퇴했다.

## 수록곡
| #  | 제목                                       | 작사          | 작곡          | 편곡          | 재생 시간 |
| -- | ------------------------------------------ | ------------- | ------------- | ------------- | --------- |
| 1. | 〈〈Last Good-bye〉〉                      | 사카이 이즈미 | 타타노 요시오 | 하야마 타케시 |           |
| 2. | 〈〈계속 꿈 꿔 지금도〉〉 (夢見続けて今も) | 아사오카 유야 | 아사오카 유야 | 아베 준       |           |
| 3. | 〈〈Last Good-bye〉〉 (Original Karaoke)   |               |               |               |           |